# Ilhabela
Ilhabela este un oraș în São Paulo (SP), Brazilia.